# Andoyo
Andoyo (llamada oficialmente San Mamede de Andoio) es una parroquia española del municipio de Tordoya, en la provincia de La Coruña, Galicia.

## Entidades de población
Entidades de población que forman parte de la parroquia:
- Altiboa
- Ambroa
- Baldaio
- Bouzarán
- Casal (O Casal)
- Castiñeiro (O Castiñeiro)
- Folgueira (A Folgueira)
- Fornelos
- Igrexa (Samede)
- Lestido (O Lestido)
- Pazos (Os Pazos)
- Rego (O Rego)

## Demografía
| Gráfica de evolución demográfica de Mondongo entre 2000 y 2019 |
|                                                                |
| Datos según el nomenclátor publicado por el INE.               |